# Otar Tushishvili
Otar Tushishvili est un lutteur géorgien né le 14 juin 1978 à Gori (Union soviétique).

## Palmarès

### Jeux olympiques
- Médaille de bronze en lutte libre dans la catégorie des moins de 66 kg en 2008 à Pékin

### Championnats du monde
- Médaille d'argent en lutte libre dans la catégorie des moins de 66 kg en 2006 à Canton
- Médaille de bronze en lutte libre dans la catégorie des moins de 66 kg en 2007 à Bakou
- Médaille de bronze en lutte libre dans la catégorie des moins de 66 kg en 2005 à Budapest

### Championnats d'Europe
- Médaille de bronze en lutte libre dans la catégorie des moins de 66 kg en 2010 à Bakou
- Médaille de bronze en lutte libre dans la catégorie des moins de 63 kg en 2001 à Budapest
- Médaille de bronze en lutte libre dans la catégorie des moins de 58 kg en 1999 à Minsk